# Hans Zotter

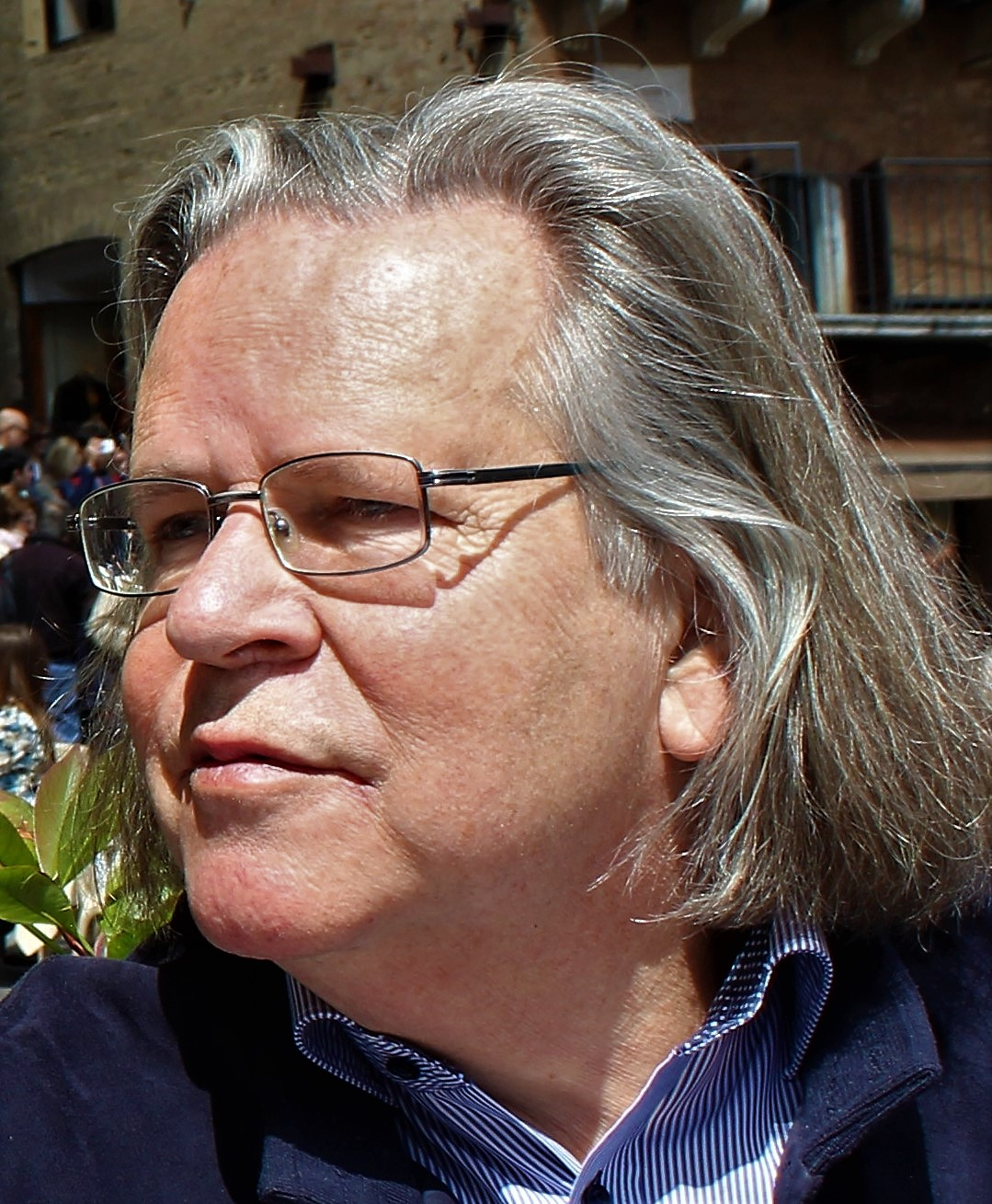
Hans Zotter (2019)

Hans Zotter (* 31. Dezember 1944 in Weiz) ist ein österreichischer Bibliothekar und Historiker.

## Leben
Hans Zotter studierte Geschichte und Germanistik an der Universität Graz und promovierte bei Friedrich Hausmann mit einer Arbeit über die Geschichte der Dominikaner in Innerösterreich während des Mittelalters. Anschließend absolvierte er den 52. Ausbildungskurs (1968–1971) am Institut für Österreichische Geschichtsforschung in Wien, wo Heinrich Fichtenau und Heinrich Appelt seine Lehrer waren. Danach ging er als Stipendiat für zwei Jahre an das Österreichische Kulturinstitut nach Rom, wo er an der Urkundenedition zu Papst Innozenz III. mitarbeitete. 1973 erhielt er ein Stipendium für das Österreichische Kulturinstitut in Paris, wo er sich mit den Vorarbeiten zu seiner Bibliographie faksimilierter Handschriften befasste.
1974 trat er eine Stelle in der Universitätsbibliothek Graz in der Handschriftenabteilung an, deren Leitung er 1976 übernahm. Ab 1980 war er als Lektor an der Universität Graz und als Ausbildner im Bereich der österreichischen bibliothekarischen Berufsausbildung in Wien und Graz tätig. Zwischen 1997 und 2002 wirkte er als Vortragender an der Fachhochschule Burgenland. In diesen Jahren baute er die Handschriften- und Inkunabel-Sammlung zur Abteilung für Sondersammlungen aus, die nunmehr alle Druckschriftenbestände zwischen 1501 und 1900, die Landkarten-Sammlung und die Gelehrtennachlässe umfasste. Der weitere Ausbau enthielt die Einrichtung einer eigenen Restaurier-Werkstätte (1986) und einer Digitalisierungsabteilung (1997). Als eine der ersten Bibliotheken konnte die Universitätsbibliothek Graz 1996 einen Online-Handschriftenkatalog und 2000 einen Inkunabelkatalog im Netz anbieten. Auch die Entwicklung von Equipment für eine objektgerechte Digitalisierung fällt in diese Zeit (Grazer Buchtisch).
Hans Zotter kuratierte zahlreiche Buchausstellungen und publizierte eine große Zahl von Ausstellungskatalogen und Fachartikeln. Schwerpunkte seiner Publikationen waren Faksimileausgaben, Medizingeschichte, historische Haushalts- und Kochbücher, Digitalisierung und Kodikologie sowie Skriptorienforschung.
Er war mit der österreichischen Bibliothekarin Heidi Zotter-Straka (1944–2022) verheiratet.

## Auszeichnungen
- 1998: Würdigungsmedaille der Vereinigung Österreichischer Bibliothekarinnen und Bibliothekare[3]

## Schriften (Auswahl)
- Die Geschichte der Dominikaner in Innerösterreich während des Mittelalters. Diss. Graz, 1969.
- Bibliographie faksimilierter Handschriften. Akademische Druck und Verlagsanstalt, Graz 1976. 2. erweiterte Auflage auf Diskette 1993, ISBN 3201016551, 3. Auflage online 1999.
- Antike Medizin. Die medizinische Sammelhandschrift Cod. Vindobonensis 93 in lateinischer und deutscher Sprache. Akademische Druck- und Verlagsanstalt, Graz 1980 (= Interpretationes ad codices. Band 2); 2., verbesserte Auflage ebenda 1986, ISBN 3-201-01310-2.
- Das Buch vom gesunden Leben. Die Gesundheitstabellen des Ibn Butlan in der illustrierten deutschen Übertragung des Michael Herr. Nach der bei Hans Schott erschienenen Ausgabe Straßburg 1533. Graz 1988, ISBN 3-201-01433-8.
- Medicina antiqua: Codex Vindobonensis 93 der Österreichischen Nationalbibliothek. Kommentar von Hans Zotter. [Verkleinerte Faks.-Ausg.]. Akad. Dr.- u. Verl.-Anst., Graz 1996, ISBN 3201016594 (Glanzlichter der Buchkunst, Band 6)
- Handschriftenkatalog der Universitätsbibliothek Graz
- Die Inkunabeln der Universitätsbibliothek Graz
- Scripta manent. Das romanische Skriptorium des Augustiner-Chorherrenstiftes Seckau in der Steiermark. Graz 2020.